# Ceruncina fortis
Ceruncina fortis là một loài bướm đêm trong họ Geometridae.